# Siecq
Siecq település Franciaországban, Charente-Maritime megyében. Lakosainak száma 213 fő (2022. január 1.). Siecq Ballans, Beauvais-sur-Matha, Bresdon, Haimps, Louzignac, Macqueville, Massac, Neuvicq-le-Château és Saint-Ouen-la-Thène községekkel határos.

## Népesség
A település népessége az elmúlt években az alábbi módon változott:
| Lakosok száma | 256  | 235  | 215  | 205  | 217  | 215  | 215  | 216  | 217  | 213  |
|               | 1968 | 1982 | 1990 | 2006 | 2013 | 2015 | 2017 | 2019 | 2020 | 2022 |